# Cot Sumiyong
Cot Sumiyong is een bestuurslaag in het regentschap Aceh Utara van de provincie Atjeh, Indonesië. Cot Sumiyong telt 243 inwoners (volkstelling 2010).